# Балинт, Майкл
Микаэл Ба́линт (венг. Bálint Mihály, Михай Балинт, настоящее имя — Микаэл Бергман, 3 декабря 1896, Будапешт — 31 декабря 1970, Лондон) — венгро-британский психиатр, психоаналитик и психотерапевт. Специалист по групповой психотерапии и групповому психоанализу. Основатель Балинтовских групп. Идеи М. Балинта оказали влияние на развитие психосоматической медицины.

## Биография
Балинт родился 3 декабря 1896 года в Будапеште в еврейской семье. Его отец был врачом общей практики. Балинт в детстве мечтал быть инженером и очень рано увлекся техникой, но по твёрдому настоянию отца, человека авторитарного и жёсткого, стал изучать медицину, поступив в 1914 году в Будапештский университет. Во время начавшейся Первой мировой войны Балинт был призван на военную службу, где участвовал в боевых действиях сначала на русском фронте, а затем в Италии. В 1916 году Балинт возвращается домой после тяжёлого ранения руки, продолжив обучение и окончив в 1920 году медицинский факультет. Заинтересовавшись идеями Фрейда, в 1919 году Балинт начал посещать курсы психоанализа, которые вёл Ш. Ференци.
В 1921 году Балинт переезжает в Берлин, где получает работу научного сотрудника в биохимической лаборатории Отто Варбурга. Поступил в Берлинский университет, который окончил в 1924 году, получив степень доктора философии. Одновременно изучал филологию, биохимию и углублял свои познания в области психоанализа. Вместе со своей первой женой Алисой Балинт прошел курс психоаналитического обучения у Ганс Закса.
В 1925 году Балинт с семьей возвращается в Будапешт. В 1926 году начинает работу в качестве психоаналитика и становится членом Венгерского психоаналитического общества. В эти годы он проходит свой собственный психоанализ у Шандора Ференци. В 1927 году провёл первые психоаналитические семинары для практикующих врачей в Будапеште. В 1930 году Балинт был одним из основателей первой психоаналитической клиники в Будапеште. В 1935 году возглавляет Психоаналитический институт, которым руководил до 1939 года.
В 1939 году, в результате политики, проводимой адмиралом Хорти, М. Балинт вместе с группой венгерских психоаналитиков был вынужден переехать в Манчестер.  Здесь проходит новое обучение и подтверждает свою квалификацию, открывающую ему право на медицинскую практику в Великобритании. В 1945 году он защищает в Манчестерском университете диссертацию «Индивидуальные особенности поведения в раннем младенчестве» и получает степень магистра психологии. В данной работе, посвященной особенностям материнско–младенческих взаимоотношений, М. Балинт показал их значение для последующего развития человека и состояния его здоровья.
В конце 1945 года М. Балинт переезжает в Лондон. С этого времени и до 1947 года он руководит небольшой детской клиникой. В октябре 1947 года Балинт получает британское гражданство, что позволило ему стать членом Британского психоаналитического общества и дало возможность вернуться к психоаналитической практике. После раскола Британского психоаналитического общества на сторонников М. Кляйн и А. Фрейд, Балинт занял нейтральную позицию, войдя в группу независимых психоаналитиков. В 1948 году его приглашают в штат Тавистокской клиники, в которой он проработал до 1961 года.
С 1949 года М. Балинт начал проводить в Тавистокской клинике постоянно действующие дискуссионные групповые семинары с врачами о психологических проблемах общей медицинской практики, которые были одновременно и исследовательскими, и обучающими. Главной целью их был максимально полный анализ постоянно меняющихся отношений «врач—больной». Исследовательскими интересами были не только ежедневная работа во врачебном кабинете, но и любые встречи врача с пациентом. Задачи семинарских занятий Балинт видел в анализе отношений во врачебной профессиональной практике, разработке диагностики отношений, постижении истинных потребностей пациента, глубинном понимании болезни.
В 1968 году М. Балинта избирают президентом Британского психоаналитического общества. По инициативе Балинта стали проводиться ежегодные конференции Европейской Психоаналитической Федерации.
В последние годы жизни у М. Балинта развивался тяжелый диабет, осложнившийся почти полной слепотой. 31 декабря 1970 года М. Балинт скончался.

## Балинтовские группы
Балинтовские группы - дискуссионные групповые семинары. Метод групповой тренинговой исследовательской работы.
Характеристики:
1. Приватность
2. Однородность
3. Структурированность

## Публикации на русском языке
- Балинт М. Базисный дефект: Терапевтические аспекты регрессии. — М.: "Когито-Центр", 2002.